# سرگئی گلوبیتسکی
سرگئی گلوبیتسکی (اوکراینی: Сергій Віталійович Голубицький؛ زادهٔ ۲۰ دسامبر ۱۹۶۹) ورزشکار شمشیربازی اهل اوکراین است.
وی در مسابقات کشوری و بین‌المللی در مجموع برندهٔ ۱ مدال طلا، ۲ مدال نقره شده‌است.